# 希洪體育
皇家希洪體育（Real Sporting de Gijón）是西班牙的足球俱樂部，創辦於1905年。主場位於西班牙北部的阿斯圖里亞斯的希洪。現時參加西班牙足球乙級聯賽的賽事。

## 外部連結
- 官方网站